# آلیس بارنز
آلیس بارنز (انگلیسی: Alice Barnes؛ زادهٔ ۱۷ ژوئیهٔ ۱۹۹۵) دوچرخه‌سوار اهل انگلستان است که در سال ۱۹۹۵ متولد شده‌است. او به عنوان یک دوچرخه‌سوار جاده و CX فعالیت می‌کند. کارنامهٔ این دوچرخه‌سوار شامل برنده شدن در مسابقات بین‌المللی دوچرخه‌سواری زنان جوان و بزرگسال است.

## فعالیت
در سال ۲۰۱۷، بارنز به عنوان یکی از بازیکنان تیم Canyon-SRAM Racing به عنوان یک دوچرخه‌سوار حرفه‌ای به فعالیت خود ادامه داد. در سال ۲۰۱۸، او برای نخستین بار در مسابقات جهانی دوچرخه‌سواری رشته CX به عنوان عضو تیم ملی انگلستان شرکت کرد.
بارنز در سال ۲۰۲۱ برای نخستین بار در المپیک توکیو به عنوان عضو تیم کشورش در رشته جاده و CX شرکت کرد. همچنین، او در سال ۲۰۲۱ در مسابقات جهانی دوچرخه‌سواری رشته جاده در بلژیک به مقام دوم رسید.
برادر دوقلوی آلیس بارنز یعنی هانا بارنز نیز دوچرخه سوار حرفه‌ای است. در سال ۲۰۱۷، او برای نخستین بار در یک مرحله از مسابقه Boels Rental Ladies Tour برنده شد. در سال ۲۰۱۹، او به عنوان عضو تیم ملی بریتانیا در مسابقات جهانی دوچرخه سواری رشته جاده شرکت کرد.
علاوه بر شرکت در مسابقات دوچرخه‌سواری، بارنز به عنوان یکی از برگزیدگان تیم انگلیسی دوچرخه‌سواری برای المپیک توکیو ۲۰۲۰–۲۰۲۱ انتخاب شد. با این حال، در مارس ۲۰۲۱ اعلام شد که برای حفظ سلامتی خود و به دلیل شیوع ویروس کرونا، او تصمیم گرفت در المپیک شرکت نکند.